# Stadtplatz am Glambecker Ring
Der Stadtplatz am Glambecker Ring ist ein bis 2010 angelegter  Stadtplatz im Berliner Ortsteil Marzahn. Er ist mit dem Grünzug am Ahrensfelder Berg verbunden.

## Geschichte
Auf der Fläche der abgetragenen 45. kommunalen Kindertagesstätte (Kita) entstand an der Straße Glambecker Ring zwischen Juni und November 2010 ein neuer Stadtplatz im Rahmen des Stadtumbaus Ost. In der Vorbereitung bezog das Bezirksamt die Einwohner der Umgebung mit ein. Bei der endgültigen Gestaltung nach den angepassten Plänen der Landschaftsarchitektin Birgit Engelhardt ersetzten Gärtner einige nicht mehr standsichere Bäume der vorherigen Kita-Gartenanlage durch neue langlebigere. Einige Strauchpflanzungen wurden ebenfalls erneuert und komplett neue Rasenflächen angelegt. Die Wege auf dem gesamten Stadtplatz erhielten granitene Trittplatten. Der Platz erinnert mit seiner zentralen Gestaltung an den Countdown 2010, einer Initiative zum Erhalt der Biodiversität. 

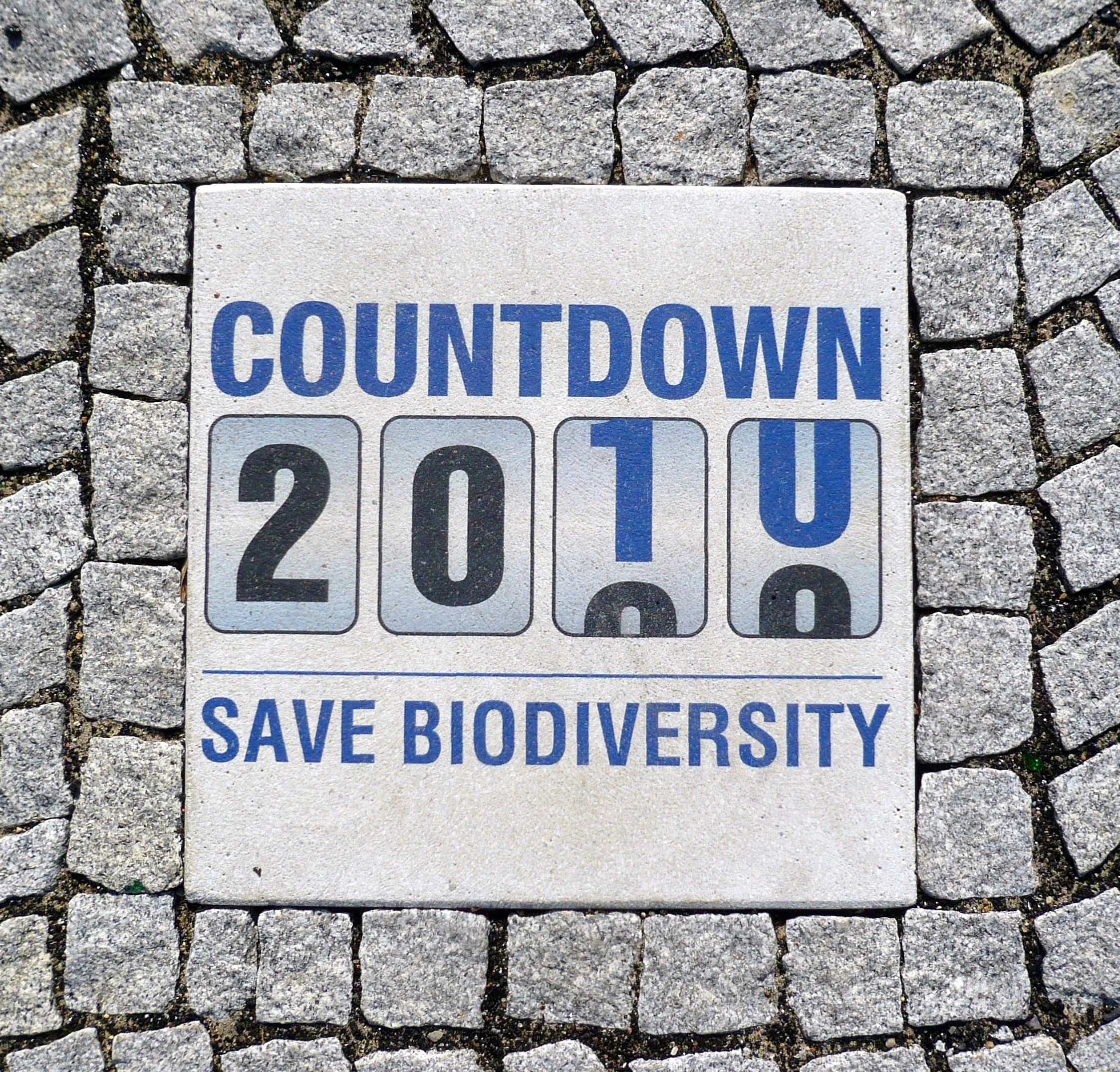
Countdown 2010

Dabei wurden unter anderem 27 Plattenmotive von geschützten Pflanzen und Tieren in den Boden des Stadtplatzzentrums eingelassen. Eine umgebende Blumenwiese dient dem Erhalt der Biodiversität. Am 4. Mai 2011 hat der Bezirksstadtrat für Bildung, Kultur und Immobilien, Stephan Richter, den neu gestalteten Stadtplatz am Glambecker Ring den Bewohnerinnen und Bewohnern übergeben.